# Hélio Marques Pereira
Hélio Marques Pereira, detto Godinho (Rio de Janeiro, 27 agosto 1925 – 10 settembre 1971), è stato un cestista brasiliano.

## Carriera
Con il Brasile ha disputato i Giochi olimpici di Helsinki 1952 e due edizioni dei Campionati mondiali (1950, 1954).